# جون ألدرديس، بارون ألدرديس
جون توماس ألدرديس، البارون ألدرديس (بالإنجليزية: John Alderdice) (من مواليد 28 مارس عام 1955) هو سياسي أيرلندي شمالي. كان رئيسًا لجمعية أيرلندا الشمالية بين العامين 1998 و2004، وزعيم حزب التحالف لأيرلندا الشمالية بين العامين 1987 و1998، وشغل منصب رئيس مجلس اللوردات منذ عام 1996 بصفته ديمقراطيًا ليبراليًا.

## حياته الشخصية
كان والد ألدرديس ديفيد ألدرديس يعمل قسًا ووالدته هي آني مارغريت هيلينا شيلدز. تلقى تعليمه في أكاديمية بيليمينا وجامعة الملكة في بلفاست (كيو يو بي)، حيث درس الطب وتأهل في عام 1978. وفي عام 1977 تزوج بجوان هيل وأنجبا ولدين وابنة واحدة. عمل بدوام جزئي كاستشاري طبيب نفسي في العلاج النفسي في هيئة الخدمات الصحية الوطنية من عام 1988 حتى تقاعده من ممارسة الطب النفسي في عام 2010. وقد حاضر في كلية الطب في جامعة الملكة بين عامي 1991 و1999.
يدعي ألدرديس وجود قرابة بعيدة مع جون كينغ، المستكشف الأسترالي من القرن التاسع عشر والناجي الوحيد من حملة بيرك وويلز.

## عمله السياسي في أيرلندا الشمالية
شُكل حزب التحالف عام 1970 كبديل للسياسة الطائفية. كان ألدرديس عضوًا في اللجنة التنفيذية للحزب بين عامي 1984 و1998، ورئيس لجنة السياسات بين عامي 1985 و1987 ونائب رئيس الحزب في عام 1987، قبل أن يصبح زعيمًا للحزب قبل الانتخابات العامة عام 1987. تنافس في بلفاست الشرقية عن الحزب في عامي 1987 و1992. وحصل على 32.1٪ من الأصوات في عام 1987، وهي أعلى نسبة حققها التحالف في مقعد فردي في انتخابات وستمنستر حتى فوز نعومي لونغ التاريخي للحزب في بلفاست الشرقية في الانتخابات العامة لعام 2010. وفي عام 1988، دعا ألدرديس في وثيقة التحالف الرئيسية التي أعقبت الاتفاق الأنجلو أيرلندي، «الحكم بالموافقة»، إلى تفويض حكومة لتقاسم السلطة على أساس ائتلاف طوعي يُنتخب بأغلبية مؤهلة. خلال أواخر الثمانينيات وأوائل التسعينيات من القرن العشرين، استقر تصويت الحلف في جميع أنحاء أيرلندا الشمالية بين 6٪ و8٪.
دخل ألدرديس مرة أخرى المنافسة في بلفاست الشرقية في الانتخابات العامة لعام 1992. قاد وفد التحالف إلى منتدى السلام والمصالحة في قلعة دبلن ومحادثات أيرلندا الشمالية المتعددة الأطراف، وكان عضوًا في منتدى أيرلندا الشمالية.
كان ألدرديس على استعداد للتحدث لدخول محادثات مع حزب شين فين، بعد أن دعا الجيش الجمهوري الأيرلندي إلى وقف إطلاق النار في عام 1994، في وقت اعتبر آخرون في المجتمع النقابي أن مثل هذه المحادثات غير مقبولة.
انتُخب لعضوية جمعية أيرلندا الشمالية عن بلفاست الشرقية في عام 1998، وأصبح أول رئيس للجمعية، وعمل فيها حتى عام 2004. وقالت مو مولام إن «الخبرة السياسية والبرلمانية لألدرديس تعني إنه مناسب تمامًا للقيام بهذا الدور». وكان ألدرديس عضوًا في مجلس مدينة بلفاست من عام 1989 حتى عام 1997. واستقال من منصب زعيم الحزب في عام 1998 لتولي منصب رئيس مجلس النواب. وكان عضوًا في لجنة المراقبة المستقلة من عام 2004 حتى عام 2011.

## الترقية إلى مرتبة النبالة
أصبح ألدرديس نبيلًا مدى الحياة في 8 أكتوبر عام 1996 وسُمي البارون ألدرديس، من نوك في مدينة بلفاست، وكان أحد أصغر النبلاء على الإطلاق. ويتخذ مقعده في مجلس اللوردات بصفته ديمقراطيًا ليبراليًا. وفي 10 يونيو عام 2010، انتُخب لمنصب جديد كمنظم للنبلاء الديمقراطيين الليبراليين، وهو الدور الذي يرأس فيه الحزب البرلماني الديمقراطي الليبرالي في مجلس اللوردات.
انتخب رئيسًا لمنظمة ليبرال إنترناشيونال في عام 2005 وخدم حتى مؤتمر القاهرة الدولي الليبرالي في عام 2009. وخلفه السياسي الهولندي هانس فان بالين.